# Shlomo Sternberg
Shlomo Zvi Sternberg (* 1936; † 2024) war ein US-amerikanischer Mathematiker, der sich mit Differentialgeometrie, Lie-Gruppen und symplektischer Geometrie beschäftigte.

## Leben und Werk
Sternberg wurde 1957 bei Aurel Wintner an der Johns Hopkins University promoviert (Some Problems in Discrete Nonlinear Transformations in One and Two Dimensions ). 1962 wurde er Sloan Research Fellow. 1974 war er Guggenheim Fellow an der Harvard University, wo er George Putnam Professor of Pure and Applied Mathematics war.
Sternberg schrieb einige verbreitete Lehrbücher und Monographien, unter anderem über mathematische Aspekte der Himmelsmechanik.
Öffentlich bekannt wurde er auch als Gegner der Behauptungen, im Alten Testament würden sich verborgene Botschaften verstecken (Bibelcode von Michael Drosnin), die durch statistische Analyse entdeckt worden wären.
Zu seinen Doktoranden zählt Victor Guillemin.

## Ehrungen
1969 wurde Sternberg in die American Academy of Arts and Sciences gewählt, 1986 in die National Academy of Sciences und 2010 in die American Philosophical Society.

## Schriften
- Celestial Mechanics. 2 Bände, New York, Benjamin, 1969.
- mit Isadore Singer: The infinite groups of Lie and Cartan 1: The transitive groups. MIT Press 1985.
- mit Victor Guillemin: Geometric Asymptotics. AMS, 1977.
- mit Guillemin: Variations on a theme of Kepler, AMS 1990
- mit Guillemin: Symplectic Techniques in Physics. Cambridge University Press 1984, 1990.
- Lectures on Differential Geometry. New York, Chelsea 1983.
- mit Paul Bamberg: A course of mathematics for students of physics. 2 Bände, Cambridge University Press 1988.
- Group theory and physics. Cambridge University Press 1994.
- mit Lynn Loomis: Advanced Calculus. Boston, Jones and Bartlett 1968, 1990.
- mit Victor Guillemin: Supersymmetry and equivariant de Rham Cohomology. Springer 2007.
- mit Guillemin, Lerman: Symplectic fibrations and multiplicity diagrams. Cambridge University Press 1996.
- Curvature in Mathematics and Physics, Dover 2012